# Bulbophyllum newportii
Bulbophyllum newportii é uma espécie de orquídea (família Orchidaceae) pertencente ao gênero Bulbophyllum. Foi descrita por Frederick Manson Bailey e Robert Allen Rolfe em 1909.